# Gosdorf
Gosdorf är en ort i  kommunen Mureck i Österrike. Den ligger i distriktet Südoststeiermark i förbundslandet Steiermark.
Gosdorf var tidigare en självständig kommun, men blev den 1 januari 2015 en del av kommunen Mureck. Kommunen bestod av fyra orter (Ortschaften) (inom parentes invånarantal 1 januari 2024):
- Diepersdorf (109)
- Fluttendorf (49)
- Gosdorf (531)
- Misselsdorf (478)